# Apalachicola (tribu)
Els apalachicola (també anomenats Pallachacola,) eren un grup d'amerindis dels Estats Units relacionats amb Creek. Parlaven una de les llengües muskogi relacionada amb eld hitchiti. Vivien al llarg del riu Apalachicola a l'actual Florida. El seu nom potser deriva de l'hitchiti Apalachicoli o del muskogi Apalachicolo, que potser vol dir "Poble de l'altre costat", possiblement referint-se al riu Apalachicola o algun altre proper.
Cap al 1706 alguns dels apalachicola es traslladaren de l'àrea del riu Apalachicola al riu Savannah, en la que formaren la futura frontera entre la colònia de Carolina del Sud i Geòrgia. Podrien haver estat capturats durant les batudes d'esclaus britàniques i obligats a traslladar-se a la zona del riu Savannah. Un cens realitzat en 1708 va descriure els apalachicola del riu Savannah com a "Naleathuckles", amb 80 homes assentats en una ciutat a uns 20 quilòmetres fins al riu Savannah. Un cens més precís va ser pres per John Barnwell a principis de 1715 va informar que els apalachicola del riu Savannah vivien en dos pobles i que tenien una població de 214 persones: 64 homes, 71 dones, 42 nens, i 37 nenes.
En la Guerra Yamasee de 1715, els apalachicola s'uniren als atacs amerindis a Carolina del Sud. Després els supervivents van tornar al riu Apalachicola, establint-se prop de la confluència dels rius Chattahoochee i Flint. Alguns més tard es va traslladar a viure al nord del riu Chattahoochee, en l'actual comtat de Russell (Alabama).
Després de l'aprovació pel Congrés de la Llei de Deportació Índia de 1830, els Estats Units va pressionar als apalachicola per signar dos tractats, en 1833 i 1834, pels que cedien les seves terres al sud-est, a canvi de les terres a l'oest del riu Mississipi. En 1836-1840, els apalachicola es traslladaren a Territori Indi (actual Oklahoma). S'hi van unir amb altres els pobles Creek i llurs descendents estan inscrits en la tribu reconeguda federalment Nació Muscogee (Creek).
El riu Apalachicola rep el seu nom per ells, així com la badia d'Apalachicola i la ciutat d'Apalachicola, Florida.